# Чемпионат Китая по фигурному катанию

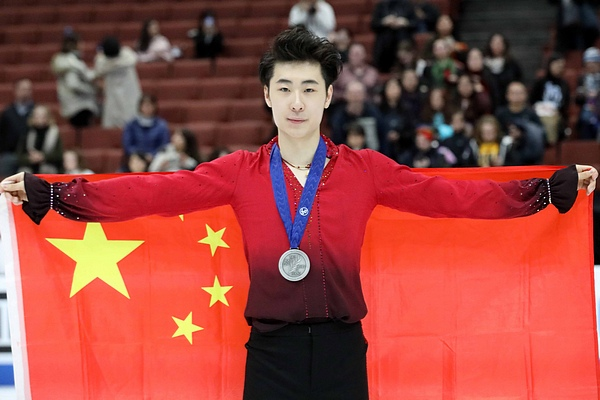
Одиночник Цзинь Боян — пятикратный чемпион Китая

Чемпионат Китая по фигурному катанию (кит. 全国花样滑冰锦标赛) — ежегодное соревнование по фигурному катанию среди китайских фигуристов, проводимое Китайской ассоциацией фигурного катания. Спортсмены соревнуются в мужском и женском одиночном катании, парном фигурном катании и в спортивных танцах на льду.
Наиболее сильной дисциплиной в Китае являются пары, одиночное катание развито слабее. Слабейший вид в Китае — танцы на льду Всего в стране около 100 профессиональных фигуристов. Хотя в последние годы фигурное катание приобрело большую популярность, а в Пекине появилось больше клубов для набора молодых фигуристов, это по-прежнему не самый развитый вид спорта, особенно в северо-восточном Китае. Хотя погода для занятия фигурным катанием там благоприятная, количество открытых катков очень невелико, а занятия на закрытых стоят дорого..

## Призёры

### Мужчины
| Медалисты в мужском одиночном катании | Медалисты в мужском одиночном катании | Медалисты в мужском одиночном катании | Медалисты в мужском одиночном катании | Медалисты в мужском одиночном катании |
| ------------------------------------- | ------------------------------------- | ------------------------------------- | ------------------------------------- | ------------------------------------- |
| Сезон                                 | Место                                 | Золото                                | Серебро                               | Бронза                                |
| 1994                                  | Чанчунь                               | Чжан Минь                             |                                       |                                       |
| 1995                                  |                                       |                                       | Чжан Минь                             |                                       |
| 1996                                  |                                       |                                       |                                       |                                       |
| 1997                                  |                                       |                                       | Ли Чэнцзян                            | Чжан Минь                             |
| 1998                                  |                                       | Ли Чэнцзян                            |                                       | Чжан Минь                             |
| 1999                                  |                                       | Ли Чэнцзян                            | Чжан Минь                             | Го Чжэньсинь                          |
| 2000                                  |                                       |                                       | Ли Чэнцзян                            | Чжан Минь                             |
| 2001                                  | Чанчунь                               | Ли Чэнцзян                            | Чжан Минь                             | Гао Сун                               |
| 2002                                  | Харбин                                | Ли Чэнцзян                            | Чжан Минь                             | Ма Сяодун                             |
| 2003                                  | Харбин                                | Чжан Минь                             | Ли Юньфэй                             | Сун Лунь                              |
| 2004                                  | Харбин                                | Ли Чэнцзян                            | Чжан Минь                             | Гао Сун                               |
| 2005                                  | Нанкин                                | Чжан Минь                             | Сун Лунь                              | Гао Сун                               |
| 2006                                  | Цицикар                               | Гао Сун                               | Сюй Мин                               | У Цзялян                              |
| 2007                                  | Пекин                                 | Ли Чэнцзян                            | Сюй Мин                               | У Цзялян                              |
| 2008                                  | Гирин                                 | У Цзялян                              | Сюй Мин                               | Ли Чэнцзян                            |
| 2009                                  | Пекин                                 | Сун Нань                              | Ли Чэнцзян                            | Ян Чао                                |
| 2010                                  | Пекин                                 | Янь Хань                              | Сюй Мин                               | Ян Чао                                |
| 2011                                  | Цицикар                               | Янь Хань                              | Сун Нань                              | У Цзялян                              |
| 2012                                  | Чанчунь                               | Сун Нань                              | У Цзялян                              | Янь Хань                              |
| 2013                                  | Харбин                                | Сун Нань                              | Янь Хань                              | Цзинь Боян                            |
| 2014                                  | Чанчунь                               | Цзинь Боян                            | Сун Нань                              | Гуань Цзиньлинь                       |
| 2015                                  | Чанчунь                               | Цзинь Боян                            | Янь Хань                              | Гуань Юйхан                           |
| 2016                                  | Харбин                                | Цзинь Боян                            | Сун Нань                              | Цзан Вэньбо                           |
| 2017                                  | Гирин                                 | Цзинь Боян                            | Гуань Юйхан                           | Ли Тансюй                             |
| 2018                                  | Чанчунь                               | Янь Хань                              | Чжан Хэ                               | Янь Хао                               |
| 2019                                  | Харбин                                | Цзинь Боян                            | Чжан Хэ                               | Лю Жуньци                             |
| 2020                                  | Чанчунь                               | Янь Хань                              | Чжан Хэ                               | Ван И                                 |
| 2023                                  | Чэндэ                                 | Чэнь Юйдун                            | Хань Вэньбао                          | Дай Давэй                             |
| 2024                                  | Чэндэ                                 | Чэнь Юйдун                            | Дай Давэй                             | Хань Вэньбао                          |

### Женщины
| Медалисты в женском одиночном катании | Медалисты в женском одиночном катании | Медалисты в женском одиночном катании | Медалисты в женском одиночном катании | Медалисты в женском одиночном катании |
| ------------------------------------- | ------------------------------------- | ------------------------------------- | ------------------------------------- | ------------------------------------- |
| Сезон                                 | Место                                 | Золото                                | Серебро                               | Бронза                                |
| 1990                                  |                                       | Чэнь Лу                               |                                       |                                       |
| 1991                                  |                                       | Чэнь Лу                               |                                       |                                       |
| 1992                                  |                                       | Чэнь Лу                               |                                       |                                       |
| 1993                                  |                                       | Чэнь Лу                               |                                       |                                       |
| 1994                                  | Чанчунь                               | Чэнь Лу                               |                                       |                                       |
| 1995                                  |                                       | Чэнь Лу                               |                                       |                                       |
| 1996                                  |                                       | Чэнь Лу                               |                                       |                                       |
| 1997                                  |                                       | Чэнь Лу                               |                                       |                                       |
| 1998                                  |                                       | Чэнь Лу                               |                                       | Ван Цинъюнь                           |
| 1999                                  |                                       | Ван Хуань                             |                                       |                                       |
| 2000                                  |                                       | Фан Дань                              | Сунь Сыинь                            | Ван Хуань                             |
| 2001                                  | Чанчунь                               |                                       | Сунь Сыинь                            | Фан Дань                              |
| 2002                                  | Харбин                                | Фан Дань                              | Сунь Сыинь                            | Ван Цинъюнь                           |
| 2003                                  | Харбин                                | Фан Дань                              | Сунь Сыинь                            | Сюй Биньшу                            |
| 2004                                  | Харбин                                | Сюй Биньшу                            | Фан Дань                              | Лю Янь                                |
| 2005                                  | Нанкин                                | Лю Янь                                | Фан Дань                              | Сюй Биньшу                            |
| 2006                                  | Цицикар                               | Сюй Биньшу                            | Фан Дань                              | Дун Хуэйбо                            |
| 2007                                  | Пекин                                 | Лю Янь                                | Сюй Биньшу                            | Фан Дань                              |
| 2008                                  | Гирин                                 | Лю Янь                                | Гэн Бинва                             | Ван Юэжэнь                            |
| 2009                                  | Пекин                                 | Лю Янь                                | Сюй Биньшу                            | Чжу Цюин                              |
| 2010                                  | Пекин                                 | Лю Янь                                | Ли Цзыцзюнь                           | Чжу Цюин                              |
| 2011                                  | Цицикар                               | Ли Цзыцзюнь                           | Гэн Бинва                             | Чжан Ин                               |
| 2012                                  | Чанчунь                               | Ли Цзыцзюнь                           | Чжан Ин                               | Чжан Кэсинь                           |
| 2013                                  | Харбин                                | Ли Цзыцзюнь                           | Чжао Цзыцюань                         | Ван Цзялэй                            |
| 2014                                  | Чанчунь                               | Чжан Кэсинь                           | Чжао Цзыцюань                         | Ли Сяннин                             |
| 2015                                  | Чанчунь                               | Ли Цзыцзюнь                           | Чжао Цзыцюань                         | Ли Сяннин                             |
| 2016                                  | Харбин                                | Чжао Цзыцюань                         | Ли Сяннин                             | Цзяо Юнья                             |
| 2017                                  | Гирин                                 | Чжао Цзыцюань                         | Ли Сяннин                             | Чжан Исюань                           |
| 2018                                  | Чанчунь                               | Ли Сяннин                             | Чжао Цзыцюань                         | Чэнь Хунъи                            |
| 2019                                  | Харбин                                | И Кристи Лён                          | Ань Сянъи                             | Чэнь Хунъи                            |
| 2020                                  | Чанчунь                               | Ань Сянъи                             | Чэнь Хунъи                            | Линь Шань                             |
| 2023                                  | Чэндэ                                 | Ань Сянъи                             | Ли Жотан                              | Тун Жуйчэнь                           |
| 2024                                  | Чэндэ                                 | Ван Ихань                             | Цзинь Шусянь                          | Гао Шици                              |

### Спортивные пары
| Медалисты в парном катании | Медалисты в парном катании | Медалисты в парном катании | Медалисты в парном катании | Медалисты в парном катании |
| -------------------------- | -------------------------- | -------------------------- | -------------------------- | -------------------------- |
| Год                        | Место                      | Золото                     | Серебро                    | Бронза                     |
| 1998                       |                            | Шэнь Сюэ / Чжао Хунбо      | Пан Цин / Тун Цзянь        | /                          |
| 1999                       |                            | Шэнь Сюэ / Чжао Хунбо      | Пан Цин / Тун Цзянь        | /                          |
| 2000                       |                            | Пан Цин / Тун Цзянь        | Чжан Дань / Чжан Хао       | /                          |
| 2001                       | Чанчунь                    | Шэнь Сюэ / Чжао Хунбо      | Пан Цин / Тун Цзянь        | Чжан Дань / Чжан Хао       |
| 2002                       | Харбин                     | Шэнь Сюэ / Чжао Хунбо      | Пан Цин / Тун Цзянь        | Чжан Дань / Чжан Хао       |
| 2003                       | Харбин                     | Чжан Дань / Чжан Хао       | Дин Ян / Жэнь Чжунфэй      | Ань Ни / Вэй Тао           |
| 2004                       | Харбин                     | Пан Цин / Тун Цзянь        | Чжан Дань / Чжан Хао       | Дин Ян / Жэнь Чжунфэй      |
| 2005                       | Нанкин                     | Дин Ян / Жэнь Чжунфэй      | Ван Сюэ / Ван Цзянь        | Ань Ни / У Имин            |
| 2006                       | Цицикар                    | Чжао Жуй / Ань Ян          | Ань Ни / У Имин            | Ли Цзяци / Сюй Цзянькунь   |
| 2007                       | Пекин                      | Пан Цин / Тун Цзянь        | Ли Цзяци / Сюй Цзянькунь   | Ван Сюэ / Ван Цзянь        |
| 2008                       | Гирин                      | Пан Цин / Тун Цзянь        | Чжан Дань / Чжан Хао       | Ли Цзяци / Сюй Цзянькунь   |
| 2009                       | Пекин                      | Дун Хуэйбо / У Имин        | Юэ Чжан / Ван Лэй          | Чэн До / Гао Юй            |
| 2010                       | Пекин                      | Суй Вэньцзин / Хань Цун    | Дун Хуэйбо / У Имин        | Юэ Чжан / Ван Лэй          |
| 2011                       | Цицикар                    | Суй Вэньцзин / Хань Цун    | Юй Сяоюй / Цзинь Ян        | Юэ Чжан / Ван Лэй          |
| 2012                       | Чанчунь                    | Чжан Дань / Чжан Хао       | Суй Вэньцзин / Хань Цун    | Юй Сяоюй / Цзинь Ян        |
| 2013                       | Харбин                     | Юй Сяоюй / Цзинь Ян        | Ван Вэньтин / Чжан Янь     | Ван Сюэхань / Ван Лэй      |
| 2014                       | Чанчунь                    | Пэн Чэн / Чжан Хао         | Суй Вэньцзин / Хань Цун    | Суй Вэньцзин / Хань Цун    |
| 2015                       | Чанчунь                    | Юй Сяоюй / Цзинь Ян        | Ван Сюэхань / Ван Лэй      | Ван Вэньтин / Чжан Янь     |
| 2016                       | Харбин                     | Ван Сюэхань / Ван Лэй      | Суй Цзяин / Ян Юнчао       | Чжао Ин / Се Чжун          |
| 2017                       | Гирин                      | Пэн Чэн / Цзинь Ян         | Хань Юэ / Ян Юнчао         | Гао Юймэн / Се Чжун        |
| 2018                       | Чанчунь                    | Юй Сяоюй / Чжан Хао        | Пэн Чэн / Цзинь Ян         | Ван Сюэхань / Ван Лэй      |
| 2019                       | Харбин                     | Пэн Чэн / Цзинь Ян         | Ван Сюэхань / Ван Лэй      | Тан Фэйяо / Ян Юнчао       |
| 2020                       | Чанчунь                    | Пэн Чэн / Цзинь Ян         | Тан Фэйяо / Ян Юнчао       | Лю Цзяси / Се Чжун         |
| 2023                       | Чэндэ                      | Чжан Сыян / Ян Юнчао       | Ван Хуэйди / Цзя Цзыци     | Чжан Цзясюань / Хуан Ихан  |
| 2024                       | Чэндэ                      | Пэн Чэн / Ван Лэй          | Чжан Цзясюань / Хуан Ихан  | Чжан Сыян / Ян Юнчао       |

### Танцы на льду
| Медалисты в танцах на льду | Медалисты в танцах на льду | Медалисты в танцах на льду | Медалисты в танцах на льду | Медалисты в танцах на льду |
| -------------------------- | -------------------------- | -------------------------- | -------------------------- | -------------------------- |
| Год                        | Место                      | Золото                     | Серебро                    | Бронза                     |
| 1996                       |                            | Чжан Вэйна / Цао Сяньмин   | /                          | /                          |
| 1997                       |                            | Чжан Вэйна / Цао Сяньмин   | /                          | /                          |
| 1998                       |                            | Чжан Вэйна / Цао Сяньмин   | /                          | /                          |
| 1999                       |                            | Чжан Вэйна / Цао Сяньмин   | /                          | /                          |
| 2000                       |                            | Чжан Вэйна / Цао Сяньмин   | /                          | Ян Фан / Гао Чунбо         |
| 2001                       | Чанчунь                    | Ян Фан / Гао Чунбо         | Фань Жу / Со Бинь          | Ци Цзя / Сунь Сюй          |
| 2002                       | Харбин                     | Чжан Вэйна / Цао Сяньмин   | Ци Цзя / Сунь Сюй          | Юй Сяоян / Ван Чэнь        |
| 2003                       | Харбин                     | Ян Фан / Гао Чунбо         | Ци Цзя / Сунь Сюй          | Фань Жу / Со Бинь          |
| 2004                       | Харбин                     | Ян Фан / Гао Чунбо         | Юй Сяоян / Ван Чэнь        | Хуан Синьтун / Чжэн Сюнь   |
| 2005                       | Нанкин                     | Ян Фан / Гао Чунбо         | Чжан Вэйна / Цао Сяньмин   | Юй Сяоян / Ван Чэнь        |
| 2006                       | Цицикар                    | Юй Сяоян / Ван Чэнь        | Хуан Синьтун / Чжэн Сюнь   | Ван Цзяюэ / Мэн Фэй        |
| 2007                       | Пекин                      | Хуан Синьтун / Чжэн Сюнь   | Юй Сяоян / Ван Чэнь        | Лю Лу / Со Бинь            |
| 2008                       | Гирин                      | Юй Сяоян / Ван Чэнь        | Гуань Сюэтин / Ван Мэн     | Чжан Ии / У Нань           |
| 2009                       | Пекин                      | Хуан Синьтун / Чжэн Сюнь   | Ван Цзяюэ / Гао Чунбо      | Юй Сяоян / Ван Чэнь        |
| 2010                       | Пекин                      | Юй Сяоян / Ван Чэнь        | Хуан Синьтун / Чжэн Сюнь   | Гуань Сюэтин / Ван Мэн     |
| 2011                       | Цицикар                    | Хуан Синьтун / Чжэн Сюнь   | Юй Сяоян / Ван Чэнь        | Чжан Ии / У Нань           |
| 2012                       | Чанчунь                    | Хуан Синьтун / Чжэн Сюнь   | Юй Сяоян / Ван Чэнь        | Чжан Ии / У Нань           |
| 2013                       | Харбин                     | Юй Сяоян / Ван Чэнь        | Ван Шиюэ / Лю Синьюй       | Чжао Юэ / Лю Чан           |
| 2014                       | Чанчунь                    | Хуан Синьтун / Чжэн Сюнь   | Юй Сяоян / Ван Чэнь        | Ван Шиюэ / Лю Синьюй       |
| 2015                       | Чанчунь                    | Ван Шиюэ / Лю Синьюй       | Чжао Юэ / Чжэн Сюнь        | Чэнь Хун / Чжао Янь        |
| 2016                       | Харбин                     | Чжао Юэ / Чжэн Сюнь        | Чэнь Хун / Чжао Янь        | Чжан Ии / У Нань           |
| 2017                       | Гирин                      | Чэнь Хун / Чжао Янь        | Ли Сибэй / Сян Гуанъяо     | Го Юйчжу / Чжао Пэнкунь    |
| 2018                       | Чанчунь                    | Ван Шиюэ / Лю Синьюй       | Сун Линьшу / Сунь Чжомин   | Нин Ваньци / Ван Чао       |
| 2019                       | Харбин                     | Ван Шиюэ / Лю Синьюй       | Чэнь Хун / Сунь Чжомин     | Нин Ваньци / Ван Чао       |
| 2020                       | Чанчунь                    | Ван Шиюэ / Лю Синьюй       | Чэнь Хун / Сунь Чжомин     | Нин Ваньци / Ван Чао       |
| 2023                       | Чэндэ                      | Чэнь Сицзы / Син Цзянин    | Ли Сюаньтун / Ван Синькан  | Чжан Мэйхун / Мэн Болинь   |
| 2024                       | Чэндэ                      | Чэнь Сицзы / Син Цзянин    | Ши Шан / У Нань            | Сяо Цзыси / Хэ Линхао      |